# Un manteau de chinchilla
Pour plus de détails, voir Fiche technique et Distribution.
Un manteau de chinchilla est un téléfilm de 1983 réalisé par Claude Othnin-Girard sur un scénario original de Dorothée Letessier.

## Fiche technique
- Date de sortie : 22 mars 1983 France
- Titre original : Un manteau de chinchilla
- Réalisateur :Claude Othnin-Girard et Jean-Yves Asselin (assistant)
- Scénariste : Dorothée Letessier
- Durée : 60 minutes

## Distribution
- François Cluzet : Gérard
- Marie Dubois : Nicole
- Christian Bouillette : André
- Kriss Alluin : Cathy
- Marion Loran : Jacqueline
- Jacqueline Jehanneuf : La mère de Nicole
- Pierre Negre : Louis
- Marie-Thérèse Orain : Mme Poilpot
- Liza Braconnier : Madeleine
- Joëlle Guigui : Sonia